# Aublysodon
Aublysodon és un dinosaure carnívor anomenat per Joseph Leidy l'any 1868. És un nom dubtós, ja que l'espècimen tipus consisteix només en dents aïllades de la premaxil·la, trobats en estrats del Cretaci superior. Tot i que aquest espècimen està perdut, s'han trobat dents idèntiques en molts estats dels Estats Units, oest del Canadà, i Àsia. És quasi segur que aquestes dents pertanyen a un tiranosàurid tiranosaurí jove, però no es pot identificar amb més especificitat: les dents de tiranosàurids no són diagnòstiques a nivell d'espècie.